# ПГКМКС „Акад. Благовест Сендов“
Професионалната гимназия по компютърно моделиране и компютърни системи „Акад. Благовест Сендов“ (с абревиатура: ПГКМКС „Акад. Благовест Сендов“) е образователно учреждение, тип „гимназия“, във Варна. Открита е през 2020 г. От създаването си насам директор на училището е инж. Вяра Дукова.
През учебната 2020/2021 г. в училището са записани 225 деца.
Гимназията е разположена в учебния корпус на Техническия университет, на адрес: ул. „Студентска“ №1, квартал „Левски“, район „Приморски“. Учебните предмети от специфичната професионална подготовка се водят от преподаватели от Техническия и Икономическия университет в град Варна, а за част от изучаваните дисциплини на разположение на учениците и учителите са предоставени и учебните лаборатории на висшите училища. Държавният план-прием се определя и предлага от академичните съвети на двата партниращи си университета.

## История
Гимназията е открита на 15 септември 2020 г., със заповед № РД-14-70 от 29 ноември 2019 г. на министъра на образованието и науката – Красимир Вълчев, и се реализира в резултат на успешно сътрудничество между Техническия и Икономическия университет в град Варна.
През 2022 г. гимназията избира за свой патрон акад. Благовест Сендов (1932 – 2020).

## Специалности
Специалности за учебната 2024/2025 година:
- Компютърна графика
- Програмиране на роботи
- Програмиране на изкуствен интелект
- Машини и системи с ЦПУ

Специалности, които също се изучават в гимназията:
- Системно програмиране
- Възобновяеми енергийни източници
- Електроенергетика
- Охранителна техника и системи за сигурност
- Машини и системи с ЦПУ
- Икономическа информатика
- Микропроцесорна техника
- Машини и ситеми с цифрово програмно управление (ЦПУ) – дуална форма на обучение
- Промишлена естетика и дизайн